# Quercus sapotifolia
Quercus sapotifolia — вид рослин з родини букових (Fagaceae); поширений у Центральній Америці від півдня Мексики до Панами.

## Опис
Це вічнозелене дерево від 5 до 15 м заввишки, іноді більше. Кора шорстка, темно-червона. Гілочки незабаром голі, темно-червоно-коричневі, з піднятими, білими, непомітними сочевичками. Листки від зворотно-ланцетних до довгастих, або еліптичні, шкірясті, 8–12 × 2–5 см; основа вузько закруглена або серцеподібна, усічена або злегка коса; верхівка злегка гостра або вузько закруглена, часто з щетинеподібним кінчиком; край цілий, вигнутий; поверхні голі за винятком деяких пучків волосків у пазухах знизу; ніжка 3–6 мм, гола. Тичинкові сережки довжиною 6–12 см; маточкові — 1–3 см, 1–6-квіткові. Жолуді однорічні, поодинокі або до 3 разом, майже сидячі або на ніжці 0.5–2 см; горіх вузько еліпсоїдний, 0.8–1.4 см у діаметрі; чашечка вкриває 1/4 горіха, із загостреними блискучими темно-золотистими лусками.

## Поширення й екологія
Країни поширення: Беліз, Коста-Рика, Сальвадор, Гватемала, Гондурас, південна й південно-східна Мексика, Панама.
Зростає у соснових відкритих лісах, на відкритих ґрунтах з грубого матеріалу (пісковики, магматичні ґрунти, риолітові ґрунти). Росте на висотах 250–2000 м.

## Використання
Використовують як дрова. Кора багата дубильними речовинами, чудово підходить для дублення шкіри. У деяких регіонах Гватемали з дерева виготовляють текстильний барвник кавового кольору.